# Бакуліна Світлана Сергіївна
Світлана Сергіївна Бакуліна (рос. Светлана Бакулина нар. 19 листопада 1981; Ленінград, СРСР) — російська акторка кіно та театру.

## Життєпис
Світлана Бакуліна закінчила у 2005 році СПбДАТМ (курс Олександра Аркадійовича Бєлінського). З 2003 року вона працює в Театрі Музичної комедії. Грає також у театрах: «Притулок Комедіанта», «Православному драматичному театрі „Мандрівник”» та «За чорною річкою».

## Театральні праці
Театр Музичної комедії
- «Віяло леді Віндермір» реж. А. Ісаков
- «Гелло, Доллі»
- «Милий друг»
- «Бал у Савойї»
- «Не така як всі»
- «Лівша»
- «Ми з Одеси, здрастє»
- «Я іншої такої країни не знаю»
- «Пригоди Тома Сойєра»
- «Чарівне дзеркало»

Санкт-Петербурзький Православний драматичний театр «Мандрівник»
- Мати — «Ніч»;

## Фільмографія
- 2003 «Чуже обличчя»
- 2006 «Колекція»
- 2007 «Опери-3. Хроніки вбивчого відділу»
- 2007 «Мушкетери Катерини»
- 2008 «Мавка»
- 2008 «Золото Трої» — Бьянка
- 2008 «Двоє зі скриньки 2»
- 2008 «Олександр. Невська битва» — Олександра, княжна
- 2009 «На відкритій воді»
- 2009 «Історія зечки»
- 2010 «Колір полум'я» — Рита
- 2010 «Дорожній патруль»
- 2011 «Дубля не буде» — Лєна
- 2011 «Вітер північний» — Тетяна Лєтунова
- 2014 «Ультиматум» — дружина Усова
- 2014 «Шаманка» — Віра Фадєєва, офіціантка
- 2015 «Рятуйся, брат!» — жінка що молиться
- 2016 «Шаман. Нова загроза» — Оксана